# Papa Gregorio X
Gregorio X, nato Tedaldo Visconti (o Teobaldo) (Piacenza, 1210 circa – Arezzo, 10 gennaio 1276), è stato il 184º papa della Chiesa cattolica dal 1º settembre 1271 alla morte. A lui si debbono il secondo concilio di Lione e la costituzione apostolica Ubi Periculum, che istituì il conclave per l'elezione dei pontefici. È stato beatificato da papa Clemente XI nel 1713.

## Biografia

### Formazione e carriera ecclesiastica

#### La giovinezza e la prima missione in Francia
Tedaldo Visconti (o Teobaldo) nacque a Piacenza intorno al 1210 da famiglia della nobiltà cittadina che secondo alcune fonti non aveva legami con l'omonima famiglia dei Signori di Milano; secondo altre fonti invece discendeva dal ramo piacentino proprio dei Visconti stessi. Suo padre era, con ogni probabilità, il podestà Oberto, ed egli compì forse studi ecclesiastici come chierico e diacono nella città natale, nella cui Cattedrale è anche possibile che abbia seguito i corsi religiosi del trivio e del quadrivio, ma - in definitiva - le notizie sulla sua infanzia e giovinezza sono scarse e frammentarie.
Le prime notizie certe ci conducono al 1236 quando conobbe il cardinale piacentino Giacomo Pecorara, che lo notò e lo prese al suo servizio un paio d'anni più tardi. Nel 1239 Tedaldo accompagnò Pecorara in Francia, ove il porporato era stato inviato come legato pontificio, durante un viaggio che ebbe risvolti avventurosi: i due dovettero anche travestirsi da pellegrini per sfuggire agli uomini di Federico II, che proprio in quei giorni era stato scomunicato da papa Gregorio IX. Il viaggio in Francia fu comunque proficuo per il Visconti che, grazie all'interessamento del cardinale, ottenne prima un canonicato a Lione e quindi un arcidiaconato nella diocesi di Liegi.

#### Lione, Parigi, poi Liegi
Dopo la morte del cardinale Pecorara (1244), Tedaldo decise di recarsi a Lione, dove era appunto canonico, per assistere il nuovo vescovo cittadino, Filippo di Savoia, nell'organizzazione del concilio ecumenico convocato in quella città da papa Innocenzo IV; nell'espletamento di tale incarico si fece ben conoscere e stimare dal papa, dai cardinali e dai numerosi ecclesiastici che presenziavano al concilio.
Conclusi i lavori conciliari nell'estate del 1245, il Visconti raggiunse la sua sede arcidiaconale di Liegi, città ove risiedette per una ventina d'anni salvo alcune parentesi, tra le quali è di grande rilievo il soggiorno parigino di quattro anni presso la locale celebre Università, dal 1248 al 1252, dove strinse amicizia con personaggi, quali Bonaventura da Bagnoregio, Tommaso d'Aquino, Guy Foucois (futuro papa Clemente IV), Pietro di Tarantasia (futuro papa Innocenzo V) e Matteo Rubeo Orsini (futuro cardinale protodiacono); in quegli anni conobbe anche Luigi IX e suo figlio Filippo, futuro Filippo III.
Tornato successivamente a Liegi, fu tra i protagonisti, in quella città, di un grave episodio accaduto nel 1266. La diocesi di Liegi era retta all'epoca dal principe-vescovo Enrico di Gheldria, un nobile dissoluto e libertino. In un giorno di quell'anno Enrico fu aggredito da un uomo armato a cui il prelato aveva violentato la figlia; Tedaldo, che era presente, fece scudo al vescovo con il proprio corpo salvandogli la vita, ma subito dopo si rivolse al prelato rimproverandolo aspramente per la sua condotta immorale. Enrico, furibondo, percosse duramente ai fianchi il Visconti, procurandogli una grave ernia inguinale che gli creerà poi continui fastidi. Va detto, per inciso, che questo vescovo malvagio verrà deposto "per indegnità" durante il secondo concilio di Lione (1274) e sarà anche scomunicato; l'uomo, quasi a dimostrare per intero la sua indole, si metterà allora alla testa di una banda di malfattori con i quali compirà ogni genere di nefandezze per alcuni anni, finché non sarà ucciso nel 1282 durante un'azione di brigantaggio.

#### L'Inghilterra e la Crociata
Lasciata Liegi Tedaldo prese nel 1267 la croce di crociato a Parigi e fu quindi inviato da papa Clemente IV in Inghilterra per assistere il cardinale Ottobono Fieschi, futuro papa Adriano V, in una delicata e difficile missione di cui faceva parte anche Benedetto Caetani, il futuro papa Bonifacio VIII, missione che si concluse nell'autunno del 1268. Così, in quel fatale 1268 in cui la morte di Corradino aveva segnato il tramonto della Casa imperiale di Svevia, Tedaldo Visconti, pur avendo solo gli ordini minori, era buon amico del papa, di vari cardinali e futuri pontefici ed era stimato in tutta la Chiesa come uomo saggio, retto e onestissimo; proprio allora, il 29 novembre 1268, morì improvvisamente papa Clemente IV. I cardinali si riunirono a Viterbo per dare inizio a quella che fu la più lunga e difficile elezione papale della storia della Chiesa. Tedaldo all'inizio del 1270 raggiunse Edoardo I d'Inghilterra per predicare la nona crociata a San Giovanni d'Acri; fu qui che, all'inizio dell'autunno del 1271, lo raggiunsero i messi del Sacro Collegio per informarlo che i cardinali, dopo una sede vacante di ben 33 mesi, lo avevano eletto Sommo Pontefice della Chiesa di Roma.

#### La furia dei viterbesi e laUbi Periculum

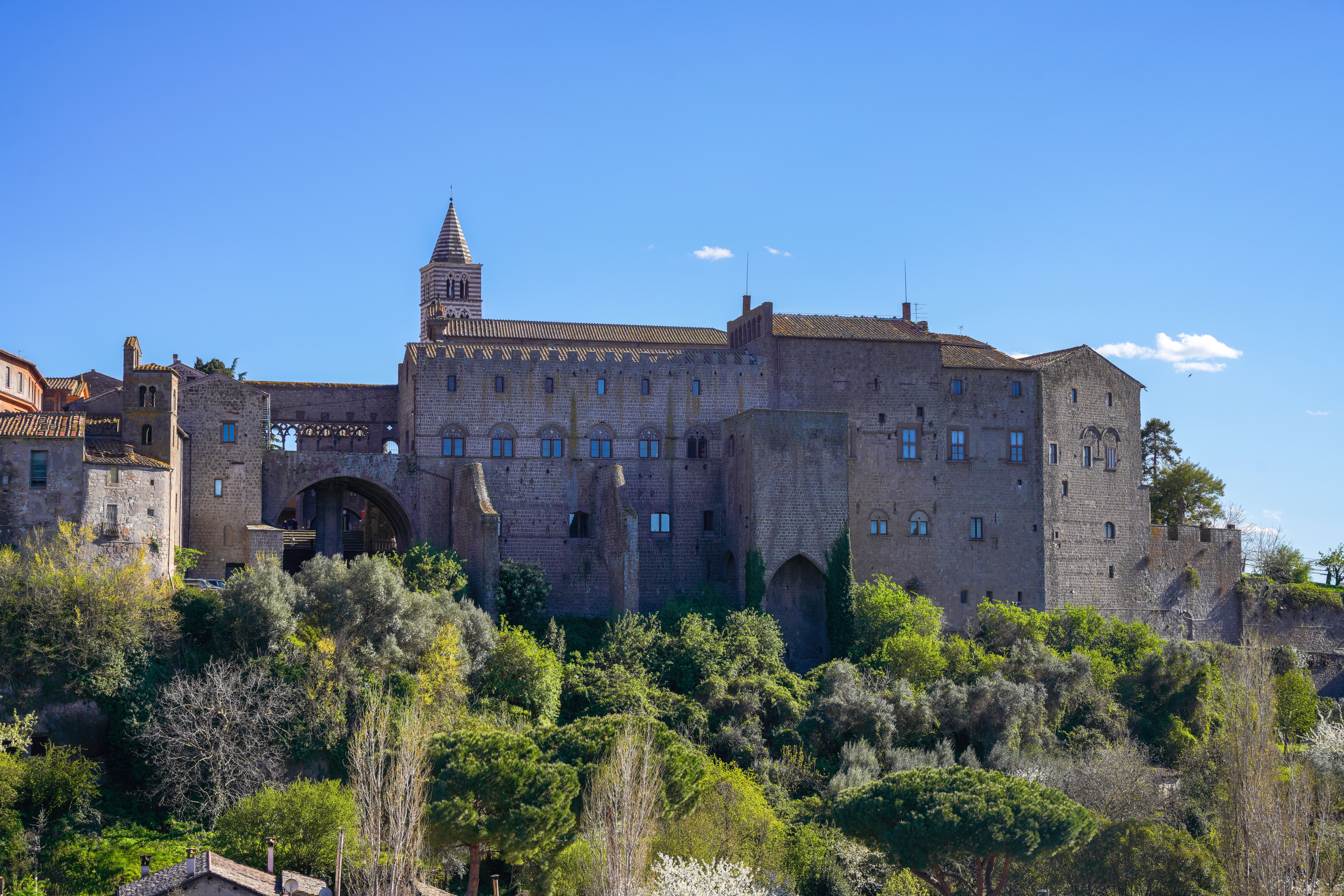
Il Palazzo dei Papi di Viterbo e il Duomo visti dalla Valle di Faul

L'elezione di papa Gregorio X era avvenuta dopo ben 1 006 giorni di sede vacante, al termine di un'interminabile e complicatissima elezione papale, che ne fecero il primo e più lungo conclave della storia. Era accaduto che, alla morte di papa Clemente IV nel 1268, i 19 cardinali riuniti a Viterbo per eleggerne il successore si erano trovati in grande disaccordo tra loro a causa di profonde divisioni politiche e nazionalistiche. Poiché dopo un anno e mezzo le votazioni continuavano a susseguirsi senza alcun esito positivo, esplosero improvvisi lo sdegno e l'insofferenza dei viterbesi che, guidati dal Capitano del popolo Raniero Gatti, segregarono a forza i cardinali nella grande sala del Palazzo dei Papi senza contatti con l'esterno (clausi cum clave), quindi ridussero loro il vitto, e infine addirittura scoperchiarono il tetto della sala, pur di farli arrivare a un accordo. La segregazione venne successivamente ridotta ma, nonostante tutto, i porporati impiegarono altri 15 mesi per accordarsi sul nome di Tedaldo Visconti (1º settembre 1271). Papa Gregorio X, memore di quanto accaduto a Viterbo, durante il secondo concilio di Lione promulgò una sua costituzione apostolica, contenente norme precise che regolavano l'elezione papale: era la Ubi Periculum (16 luglio 1274).
La costituzione prevedeva che, entro dieci giorni dalla morte del papa, i cardinali elettori si riunissero, ciascuno con un solo accompagnatore, in una sala del palazzo ove risiedeva il defunto pontefice e venissero lì segregati senza alcun contatto con l'esterno; trascorsi tre giorni senza che fosse avvenuta l'elezione ai porporati doveva essere ridotto il vitto a una sola pietanza per pasto; dopo altri cinque giorni il cibo doveva essere ulteriormente limitato a pane, vino e acqua; inoltre, durante l'elezione, tutti i redditi ecclesiastici dei cardinali venivano trattenuti dal Camerlengo, che li avrebbe poi messi a disposizione del nuovo papa. Appare evidente come la Ubi Periculum fosse in realtà molto limitante per i cardinali e impedisse loro quei contatti con l'esterno che avevano caratterizzato molte precedenti elezioni; si dice che dietro questa costituzione vi sia stata l'ispirazione di Bonaventura da Bagnoregio, che era grande amico di Gregorio X e voleva forse ripristinare l'autonomia del Sacro Collegio. Sta di fatto che diversi cardinali mal digerirono la Ubi Periculum e si adoperarono successivamente per farla prima sospendere da papa Adriano V nel luglio 1276, poi addirittura revocare da papa Giovanni XXI nel settembre dello stesso anno.
Fu papa Celestino V a reintrodurla nel 1294, mentre papa Bonifacio VIII, nel 1298, la inserì integralmente nel Codice di diritto canonico; va notato come questi due ultimi papi avessero entrambi ben conosciuto e stimato papa Gregorio X. Salvo piccole modifiche, dovute al mutare dei tempi, la Ubi Periculum regola tuttora lo svolgimento del conclave, che è stato istituito con questa costituzione, di cui i viterbesi furono i precursori.

### Il pontificato

#### Dall'elezione alla consacrazione (1271-1272)

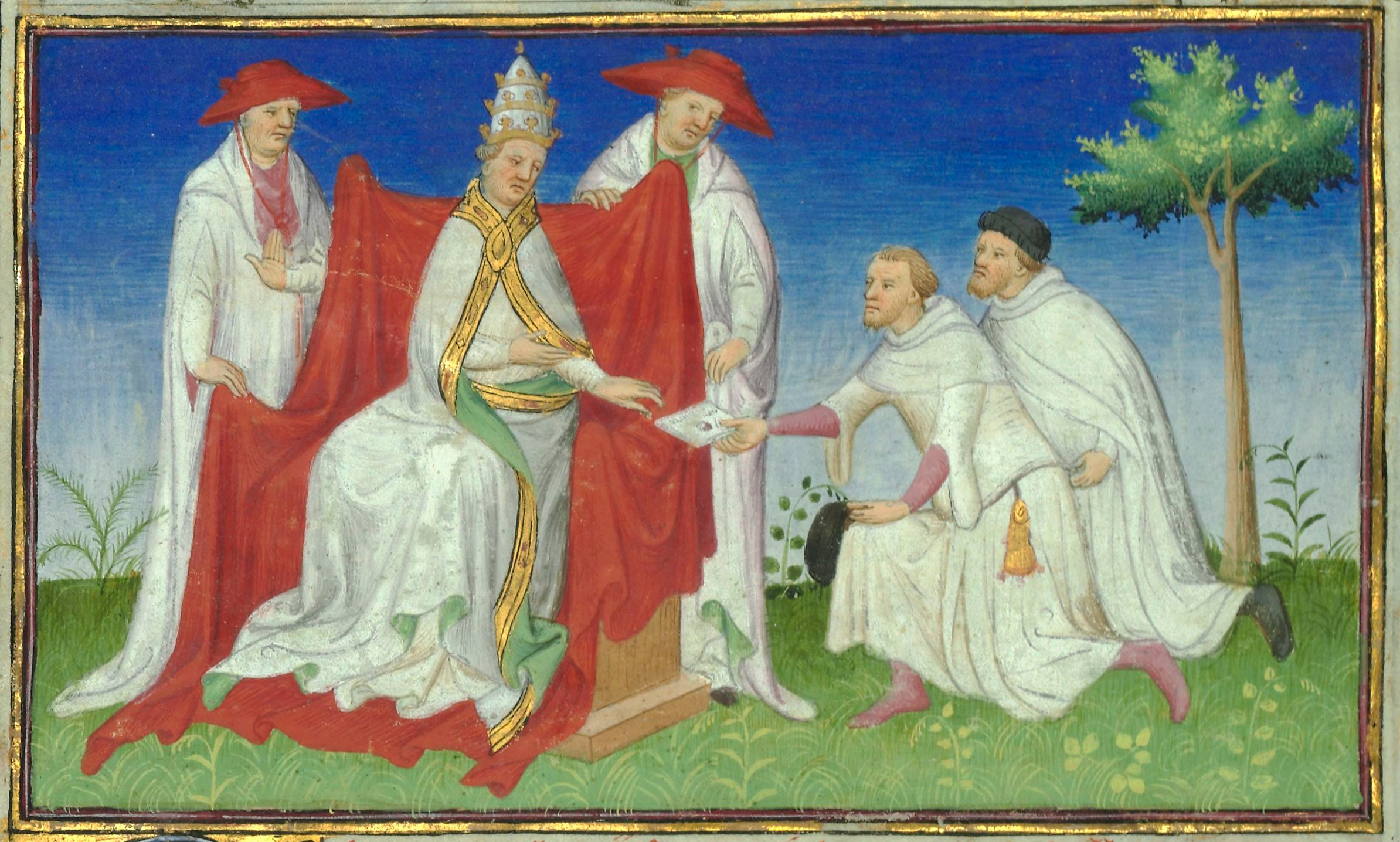
Niccolò e Matteo Polo ricevuti da papa Gregorio X

La notizia della sua elezione lasciò Tedaldo stupefatto. Il neoeletto pontefice si recò a Gerusalemme per pregare nei luoghi della Terra Santa; in quei giorni incontrò anche Marco Polo con il padre Niccolò e lo zio Matteo, con i quali si era a lungo intrattenuto mesi prima quando era un semplice arcidiacono. I Polo, in quell'occasione, gli avevano espresso il loro rammarico per la lunga mancanza di un papa, poiché nel loro precedente viaggio in Cina avevano ricevuto da Kublai Khan una lettera per il pontefice, ed erano così dovuti ripartire per la Cina delusi. Avuta però notizia in viaggio dell'avvenuta elezione, e saputo anche che l'eletto era proprio il loro dotto interlocutore di alcuni mesi prima, i tre si affrettarono a ritornare in Terra Santa, dove il nuovo papa affidò loro lettere per il Gran Khan, con l'invito di ricevere i suoi emissari a Roma. Per dare maggior peso a questa missione, inviò con i Polo, come suoi legati, due padri domenicani.
Quindi, il 18 novembre 1271, con una scorta e una piccola flotta messe a sua disposizione da Edoardo I d'Inghilterra, il nuovo pontefice partì da Gerusalemme giungendo a Brindisi il 1º gennaio 1272; a Benevento fu accolto con grandi onori da Carlo d'Angiò, che ostentò con lui una protettiva e deferente amicizia. A Ceprano, porta d'ingresso dello Stato Pontificio, incontrò una rappresentanza del Sacro Collegio e, finalmente, il 10 febbraio 1272 giunse a Viterbo. Accolto trionfalmente, Tedaldo tenne subito, nel Duomo, un discorso pieno di passione sulla necessità di liberare la Terra Santa. Sempre a Viterbo, alcuni giorni più tardi, venne ordinato sacerdote, poi consacrato vescovo, e scelse il nome pontificale di Gregorio X. Infine, l'11 marzo entrò in Roma, salutato con grande entusiasmo da un popolo che da tanti anni non vedeva più il "suo" papa e, il 27 marzo 1272, fu incoronato nella basilica di San Pietro in Vaticano. Appena quattro giorni più tardi, il 1º aprile, annunciò la convocazione di un concilio ecumenico da tenere a Lione nel maggio 1274 con il triplice intento di risolvere i problemi della Terra Santa, riunire la Chiesa di Roma a quella di Costantinopoli e rimuovere le molte difficoltà interne della Chiesa.
Partito da Roma nell'estate 1272, papa Gregorio X si trattenne a Orvieto fino all'anno seguente. Nel novembre del 1273 il papa giunse a Lione, ove il secondo concilio ebbe inizio il 7 maggio 1274.

#### Il Concilio di Lione
Il secondo concilio di Lione fu tra i più importanti e partecipati dell'intera storia della Chiesa. A Lione, città dell'Alta Francia facilmente raggiungibile dalla Germania, giunsero moltissimi cardinali, circa cinquecento tra arcivescovi e vescovi, sessanta abati e più di mille prelati e uomini di chiesa, nonché i maggiori teologi del tempo, con in testa i francescani Bonaventura da Bagnoregio e Alberto Gonzaga, il servita Filippo Benizi e i domenicani Alberto Magno e Pietro di Tarantasia; vi prese parte anche Pietro Angeleri da Morrone, per impedire che l'ordine monastico da lui fondato fosse soppresso; il sommo teologo Tommaso d'Aquino invece morì nell'Abbazia di Fossanova mentre si stava recando proprio a Lione su esplicita richiesta di papa Gregorio X. Al secondo concilio intervennero anche, con presenze più o meno lunghe, diversi sovrani e principi. I lavori conciliari ebbero termine il 17 luglio 1274.
Quando papa Gregorio X convocò il concilio, a soli quattro giorni dalla sua incoronazione, indicò con precisione i tre obiettivi che l'assise conciliare si prefiggeva, cioè:
- la "soluzione dei gravi problemi della Terra Santa" (cosa che stava particolarmente a cuore al papa),
- l'"unità religiosa con la Chiesa ortodossa",
- la "riforma dei costumi della Chiesa e del clero".

In sede organizzativa, dopo la sessione inaugurale tenuta dal papa il 7 maggio 1274, venne poi dedicata una sessione del concilio a ognuno dei tre temi conciliari: così, nella II sessione (18 maggio) si parlò della Terra Santa, nella III sessione (4 giugno) fu trattata la riforma della Chiesa, mentre durante la IV sessione (6 luglio) si discusse dell'unità con la Chiesa ortodossa, con la partecipazione di una prestigiosa delegazione della Chiesa ortodossa; nella V sessione (16 luglio) furono approvati alcuni decreti sul clero, venne presentata la costituzione apostolica Ubi Periculum e fu anche battezzato solennemente uno dei Tartari inviati in delegazione dal Gran Khan. Il secondo concilio si chiuse il 17 luglio 1274.
Oltre al grande successo partecipativo, si ebbe la percezione che potessero essere raggiunti tutti gli obiettivi principali per i quali il concilio era stato convocato: 
- in merito alla Terra Santa fu stretto un accordo di massima tra i sovrani per una nuova Crociata. Per la sua realizzazione furono anche decise le decime (le somme, cioè, che dovevano essere versate da ogni Stato) e stabilite nuove regole organizzative;
- l'unione con la Chiesa ortodossa era stata già preparata da accordi tra papa Clemente IV e Michele VIII Paleologo: l'imperatore bizantino, in questa occasione, impose di fatto l'unione ai suoi sudditi, accettando tutte le condizioni della Santa Sede;
- furono infine fissate, con la Ubi Periculum, nuove regole per l'elezione papale e vennero approvati vari decreti di riforma dei costumi del clero e dei laici.

In realtà si trattava di decisioni che non avevano, nei primi due casi, solide basi: dopo la morte di papa Gregorio X la Chiesa cattolica entrò nuovamente in un periodo di grave instabilità (in sedici mesi si succedettero ben quattro pontefici) e non si parlò più di Crociate. L'unità con la Chiesa ortodossa, di fatto "imposta" ai sudditi orientali dall'imperatore, morì con lui: alla scomparsa di Michele VIII essa fu infatti subito annullata dal figlio Andronico; anzi, il solco tra le due Chiese si approfondì sempre più. Così, dopo qualche anno, del grande secondo concilio di papa Gregorio X rimase solo la Ubi Periculum, che, per di più, era una costituzione apostolica (cioè un atto promulgato direttamente dal papa) e non conciliare.

#### Morte ad Arezzo sulla strada di Roma

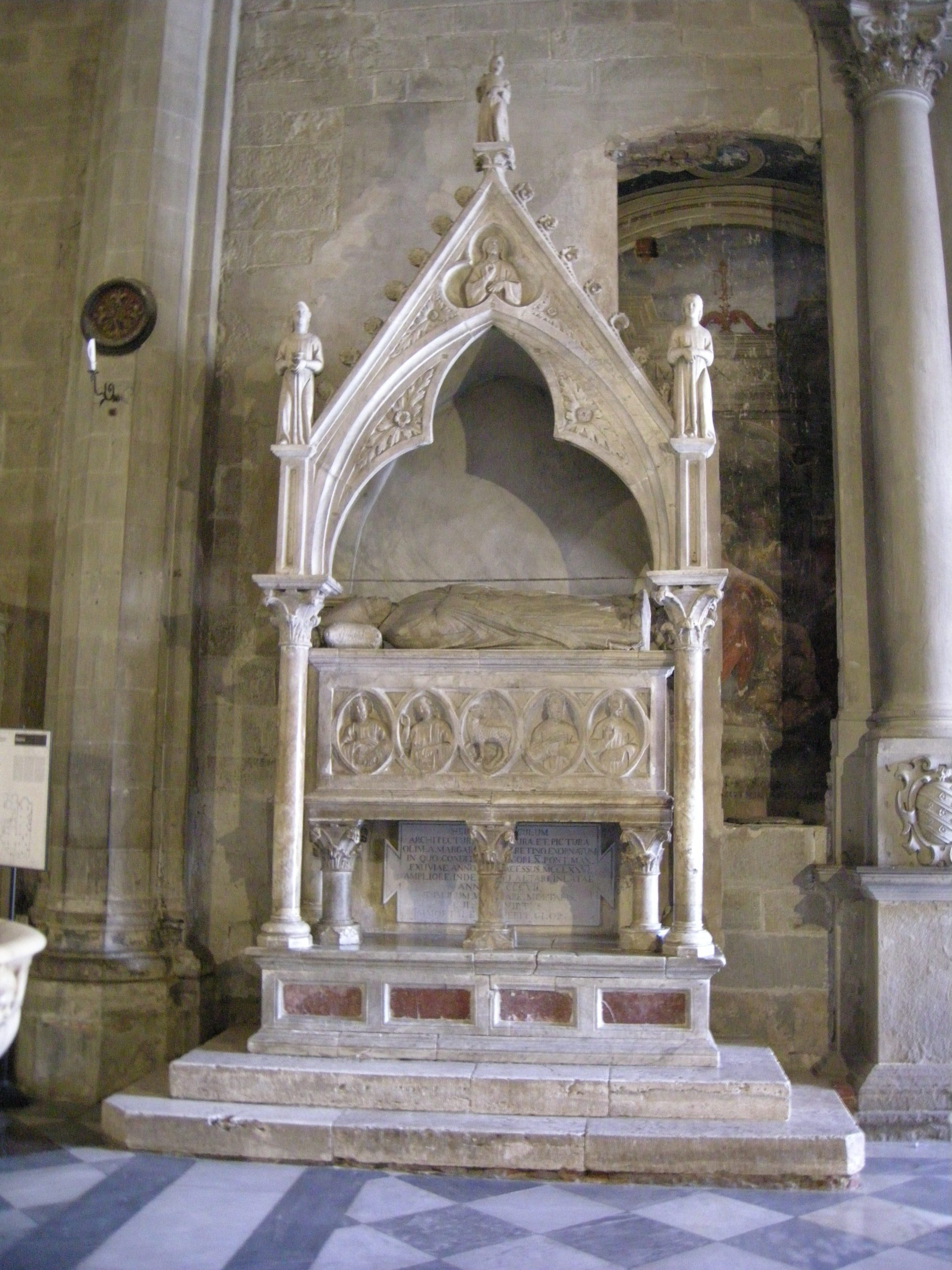
Sepolcro di papa Gregorio X nel duomo di Arezzo

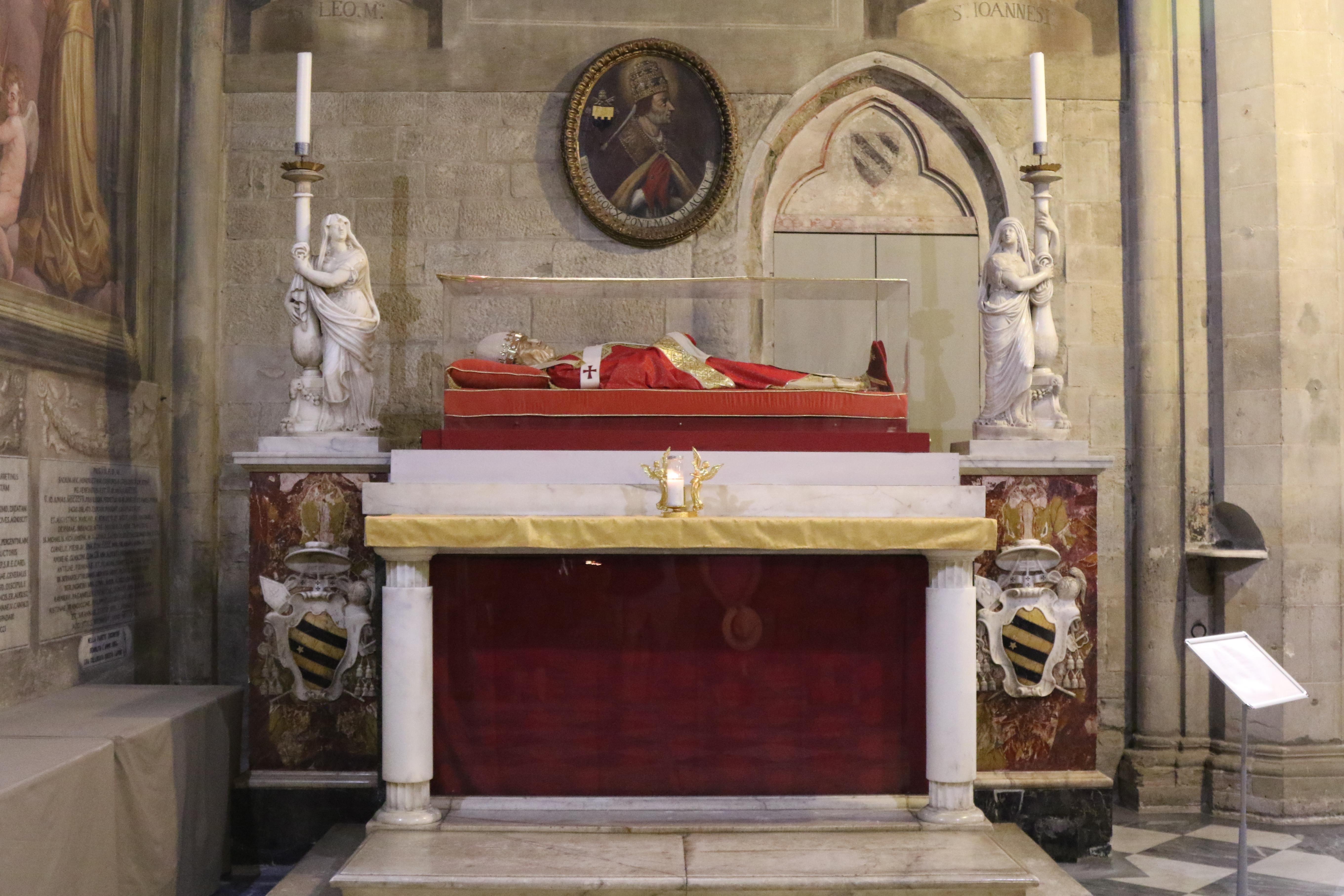
L'attuale tomba di papa Gregorio X, situata dietro l'altare di San Silvestro nel duomo di Arezzo

Papa Gregorio X lasciò Lione solo a fine aprile 1275; il 14 maggio incontrò a Beaucaire Alfonso X di Castiglia convincendolo a desistere dal rivendicare le sue mire sulla corona imperiale. Il 20 ottobre vide a Losanna Rodolfo I d'Asburgo, quindi riprese la strada di Roma. Lo stato di salute del papa era peggiorato in quei mesi, forse per colpa della vecchia ernia inguinale, che tornava a farsi sentire sempre più spesso. Il pontefice non poteva affaticarsi e, durante i viaggi, era costretto a periodiche soste. Così, a metà dicembre, si fermò un paio di giorni a Santa Croce al Mugello, ospite nel castello degli Ubaldini. Tra il 19 e il 20 dicembre 1275 giunse ad Arezzo, dove le sue condizioni si aggravarono progressivamente, con un sensibile innalzamento della temperatura. Morì nel palazzo vescovile di Arezzo il 10 gennaio 1276. Le sue spoglie riposano in una pregevole arca sepolcrale nel duomo di Arezzo. È stato beatificato da papa Clemente XI nel 1713, per conferma del culto ab immemorabili; nel Martyrologium Romanum la sua festa cade il 10 gennaio. Al suo nome è intitolato l'Istituto aretino di scienze religiose.

#### Relazioni con i monarchi cristiani
Nel 1268 l'esercito di Carlo d'Angiò sconfisse l'esercito svevo (battaglia di Tagliacozzo), segnando il tramonto della potenza sveva e il tramonto definitivo del ghibellinismo italiano. Quando Gregorio salì al Soglio l'Italia era dominata dagli Angioini, capo dei guelfi italiani. L'azione del papa fu volta a creare un equilibrio tra le due forze, cercando di porre fine alle controversie tra guelfi e ghibellini. Il pontefice si recò personalmente a Firenze, la capitale guelfa, dove giunse il 18 giugno 1273 accompagnato da Carlo d'Angiò, per pacificare due fazioni. Il tentativo si risolse in gravi tafferugli (fomentati probabilmente proprio dall'Angiò che era contrario a un accordo), che costrinsero il Papa a scagliare l'interdetto sulla città stessa.
Per riequilibrare la potenza degli angioini, papa Gregorio X riuscì a far rinascere il Sacro Romano Impero dopo una vacatio ultraventennale. Nel settembre 1273 il pontefice comunicò ai principi tedeschi che se essi non si fossero accordati sul nome di un imperatore, lo avrebbe scelto egli stesso con il collegio cardinalizio. Il 29 settembre i principi elettori tedeschi si riunirono a Francoforte e, con il favore dei vescovi renani e quindi, con ogni probabilità, dello stesso Papa, elessero Rodolfo d'Asburgo.
Negli incontri di Losanna (ottobre 1275), il neoeletto imperatore Rodolfo giurò fedeltà al vicario di Cristo, ai cardinali e a tutta l'assemblea con le stesse formule utilizzate da Ottone IV e da Federico II. Egli promise inoltre, con un atto che ebbe importanza politica e vasta risonanza, di proteggere la Chiesa romana e di conservare integralmente i suoi possessi. Gli accordi non furono ratificati per la morte prematura di papa Gregorio X. La sua azione fu portata a termine da papa Niccolò III (1277-1280).

#### Relazioni con le personalità religiose del suo tempo

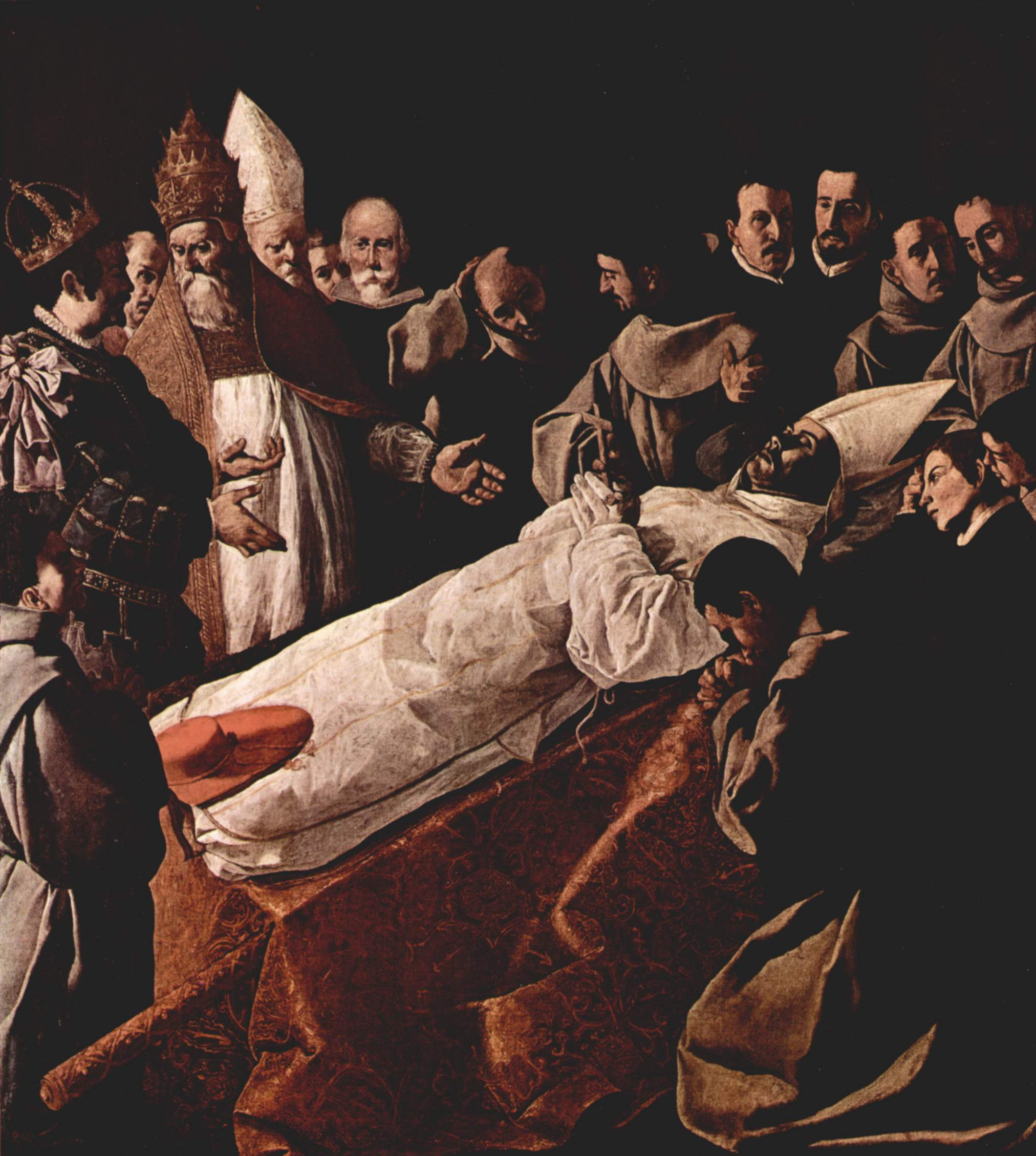
Gregorio X rende omaggio al corpo di San Bonaventura. Francisco de Zurbarán (1629)

Nel corso della sua vita papa Gregorio X ebbe modo di frequentare tutti i più importanti personaggi della Chiesa di quegli anni; vi furono tra questi personalità straordinarie, successivamente elevate alla gloria degli altari, alcune delle quali tra le massime nell'intera storia della Chiesa; la dimestichezza con questi santi uomini contribuì certamente a forgiare sia la tempra sia lo spirito di un uomo attento e dotto come papa Gregorio X. Va anzitutto ricordato lo straordinario rapporto di amicizia con san Bonaventura, che si consolidò certo negli anni in cui Tedaldo frequentò l'Università di Parigi, ma che era quasi certamente iniziato molto tempo prima in Italia; grazie a questo rapporto fu proprio Bonaventura a spingere Tedaldo verso il pontificato con i suoi numerosi interventi a Viterbo tra il 1269 e il 1271 durante la celebre elezione papale del 1268-1271; poi, una volta eletto, fu papa Gregorio X a creare cardinale Bonaventura con uno dei suoi primi atti, e fu ancora il papa a volere sempre accanto a sé il cardinale Bonaventura da Bagnoregio durante il secondo concilio di Lione. Proprio a Lione, verso la fine del concilio, Bonaventura finì i suoi giorni terreni.
Un'amicizia non meno importante fu quella con san Tommaso d'Aquino: anche il grande teologo domenicano ebbe un rapporto rilevante con papa Gregorio X molto prima che questi diventasse papa, e Gregorio chiamò Tommaso a Lione nel 1274 per tenere importanti interventi durante il secondo concilio. Sulla strada che lo portava a Lione Tommaso d'Aquino morì nell'abbazia di Fossanova. Papa Gregorio X conobbe altresì bene san Luigi a Parigi, san Filippo Benizi, generale dei Serviti, che prese la parola al secondo concilio di Lione, come pure l'insigne teologo domenicano tedesco sant'Alberto Magno, e anche san Celestino V quando era ancora il monaco eremita Pietro Angeleri da Morrone e fu abbracciato da papa Gregorio X sempre durante il secondo concilio e invitato a celebrare la Messa davanti ai Padri conciliari, dicendogli che « [...] nessuno ne era maggiormente degno».
Papa Gregorio X fu infine ottimo amico del grande teologo domenicano Pietro di Tarantasia, che lui stesso creò cardinale, suo successore sul Soglio di Pietro col nome di papa Innocenzo V e che sarà beatificato nel 1898. Grande merito di papa Gregorio X fu quello di armonizzare la fede razionale e intellettuale del domenicano Tommaso d'Aquino con la dolce e umile spiritualità del francescano Bonaventura da Bagnoregio, finendo col realizzare un papato vissuto tra ragione e bontà d'animo; non stupisce quindi che un simile papa, rigoroso, onesto, dotto e buono, abbia anch'egli conquistato la gloria degli altari nel 1713.

### Concistori per la creazione di nuovi cardinali
Papa Gregorio X durante il suo pontificato ha creato sette cardinali nel corso di due distinti concistori.

## Gregorio X nella storiografia

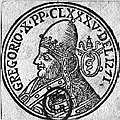
Moneta del pontificato di Gregorio X

Tutti gli storici medievalisti sono oggi concordi nel riconoscere l'elevato valore del pontificato di papa Gregorio X.
Infatti, a dispetto di quelli che, anche tra i suoi elettori, vedevano in lui un uomo insignificante, innocuo, destinato insomma a essere un papa di transizione, Gregorio X si rivelò un grande pontefice. Nei quattro anni del suo pontificato diede infatti molte direttive assolutamente innovative e svolse un'intensa e disinteressata attività in tutti i campi, tesa soprattutto ad affermare l'indipendenza della Santa Sede, che veniva riconfermata come l'unica depositaria di taluni fondamentali valori: nacque così la volontà (che dominò sempre il pensiero di Gregorio) di unire l'Europa cristiana per una Grande Crociata che liberasse Gerusalemme. Intimamente legato e subordinato a questa volontà fu il desiderio di ricongiungere la Chiesa di Roma a quella d'Oriente, che venne parzialmente realizzato durante il concilio di Lione II.
In Italia fu sua incessante cura tentare la pacificazione tra guelfi e ghibellini, ma non riuscì a realizzarla compiutamente, anche per l'opposizione, più o meno velata ma tenacissima, di Carlo d'Angiò. Del resto al sovrano angioino non mancarono motivi di frizione con questo papa che lo trattava con affetto e dolcezza, ma che forse vedeva in lui solo un molesto protettore di cui la Chiesa non aveva più bisogno. Anche per questo papa Gregorio X appoggiò apertamente l'elezione di Rodolfo I d'Asburgo a Imperatore del Sacro Romano Impero, contro la volontà di Carlo I d'Angiò che voleva su quel trono il nipote Filippo III; dopo l'elezione Rodolfo scrisse al papa una lettera piena di devozione e di affetto filiale, con toni molto lontani da quelli che avevano usato i monarchi svevi, a dimostrazione del nuovo clima di distensione. Quindi, dopo i tanti momenti oscuri e difficili degli anni passati, la Chiesa aveva di nuovo trovato un grande papa, secondo molti storici addirittura uno fra i migliori di tutti i tempi. Va ribadito come papa Gregorio X, con la sua azione, sia riuscito a realizzare, anche se per brevissimo tempo, un papato indipendente, al di sopra dei particolarismi nazionalistici, vero punto di riferimento per l'intero mondo cristiano.
In quei decenni così cupi solo papa Bonifacio VIII saprà fare qualcosa di paragonabile, anche se il pragmatismo opportunista di Bonifacio finirà per essere molto lontano dalla spirituale e al contempo logica determinazione di papa Gregorio X. La morte improvvisa e la difficile successione ruppero purtroppo i complessi equilibri che papa Gregorio X aveva saputo costruire.
Per inciso occorre altresì notare come papa Gregorio X sia anche ricordato per le sue importanti decretali, di cui esiste un commento curato dal celebre canonista Giovanni d'Anguissola. Infine, papa Gregorio X fu il primo papa eletto in una forma molto simile al conclave odierno, che prenderà forma, in tal senso, con l'elezione del successivo papa con la costituzione apostolica Ubi Periculum.

## Genealogia episcopale e successione apostolica
La genealogia episcopale è:
- Cardinale Giovanni da Toledo
- Papa Gregorio X

La successione apostolica è:
- Vescovo Pietro Angiorello, O.P. (1272)
- Vescovo Matthew of Ross (1272)
- Vescovo Guy des Prés (1273)
- Cardinale Bonaventura da Bagnoregio, O.F.M. (1273)
- Arcivescovo Giselbert von Brunkhorst (1274)
- Vescovo Rudolf von Habsburg-Laufenburg (1274)
- Arcivescovo Pierre d'Anisy (1274)
- Arcivescovo Juan de Luna (1274)
- Vescovo Amédée de Roussillon (1275)
- Arcivescovo Siegfried von Westerburg (1275)
- Arcivescovo Heinrich von Isny, O.F.M. (1275)